# Giorgio Trevisan
Giorgio Trevisan (Merano, Itália, 13 de outubro de 1934 - 5 de outubro de 2024) foi um ilustrador e quadrinista italiano.

## Vida
Nascido em Merano, mudou-se para Pádua para estudar agronomia. Uma experiência com uma pequena história para um designer gráfico local, porém, o fez optar por seguir carreira como ilustrador. Na década de 1950, mudou-se para Milão e entrou para o Studio Creazioni D'Ami, estreando com a história Cherry Brandy. Também trabalhou para a editora Audace e, depois, para a Almagamated Press, do Reino Unido. Nesta, ilustrou histórias de guerra em publicações populares como Falcão e Condor.
Após mudar-se com a esposa para Este, na década de 1960, colaborou com diversos jornais. No final da década de 1970, participou da equipe criativa do western Ken Parker, criado por Giancarlo Berardi. Mais tarde, trabalhou na série Julia. Também foi conhecido por ilustrar histórias de Sherlock Holmes para a revista L'Eternauta na década de 1980.
Tinha um traço realista e expressivo. Trevisan não se limitou aos quadrinhos, dedicando-se também à pintura clássica, com exposições nacionais e internacionais.
Era considerado um dos últimos grandes nomes do fumetti, a história em quadrinhos italiana. Ganhou o Troféu HQ Mix de 2001, ao lado de Giancarlo Berardi e Ivo Milazzo, pela edição brasileira da revista Ken Parker.